# Johann Smitka
Johann Smitka (9. ledna 1863 Vídeň – 24. března 1944 Vídeň) byl rakouský sociálně demokratický politik, na počátku 20. století poslanec Říšské rady, v meziválečném období poslanec rakouské Národní rady.

## Biografie
Vychodil národní školu. Vyučil se krejčím. Působil jako krejčí a účetní. Angažoval se v Sociálně demokratické straně Rakouska. Byl členem dělnického poradního sboru při ministerstvu obchodu, předsedal rakouské živnostenské komisi a odborovému svazu krejčích Rakouska.
Na počátku 20. století se zapojil i do celostátní politiky. Ve volbách do Říšské rady roku 1907, konaných poprvé podle všeobecného a rovného volebního práva, získal mandát v Říšské radě (celostátní zákonodárný sbor) za obvod Dolní Rakousy 34. Usedl do poslanecké frakce Klub německých sociálních demokratů. Mandát obhájil za týž obvod i ve volbách do Říšské rady roku 1911. Ve vídeňském parlamentu setrval do zániku monarchie.
Po válce zasedal v letech 1918–1919 jako poslanec Provizorního národního shromáždění Německého Rakouska (Provisorische Nationalversammlung). Následně od 4. března 1919 do 9. listopadu 1920 byl poslancem Ústavodárného národního shromáždění Rakouska a od 10. listopadu 1920 do 1. října 1930 poslancem rakouské Národní rady.